# 岐阜市羽島郡柳津町中学校組合立南部中学校
岐阜市羽島郡柳津町中学校組合立南部中学校（ぎふしはしまぐんやないづちょうちゅうがっこうくみあいりつ なんぶちゅうがっこう）は、かつて岐阜県岐阜市にあった公立（組合立）中学校。

## 概要
岐阜市と羽島郡柳津町の組合立中学校であり、元は稲葉郡佐波村、鶉村、日置江村の組合立中学校であった。校名は、所在地が稲葉郡南部であったことによる。1963年柳津町立蘇西中学校と統合、岐阜市羽島郡柳津町中学校組合立境川中学校の新設により廃校。
廃校後、校地校舎は岐阜第一女子高校に転用された。1997年に岐阜第一女子高校が廃校された後、2000年からは岐阜県立華陽フロンティア高等学校となっている。

## 沿革
- 1947年（昭和22年）4月10日 - 稲葉郡佐波村、鶉村、日置江村の3ケ村で学校組合を設立。稲葉郡中学校組合立南部中学校として開校。本校は佐波村の佐波小学校に設置し、鶉村の鶉小学校及び日置江村の旦格小学校の校舎の一部を使用する。
- 1950年（昭和25年）8月20日 - 鶉村が岐阜市に編入される。同時に「岐阜市稲葉郡佐波村稲葉郡日置江村中学校組合立南部中学校」に改称する。
- 1951年（昭和26年）12月 - 岐阜市鶉5117[注釈 2]に新築移転。佐波小学校、鶉小学校、且格小学校への併設を廃止。
- 1956年（昭和31年）9月26日 - 稲葉郡佐波村と羽島郡柳津村が合併し羽島郡柳津町が発足。同時に「岐阜市羽島郡柳津町稲葉郡日置江村中学校組合立南部中学校」に改称する。
- 1958年（昭和33年）4月1日 - 稲葉郡日置江村が岐阜市に編入される。同時に「岐阜市羽島郡柳津町中学校組合立南部中学校」に改称する。
- 1963年（昭和38年）3月 - 統合により廃校。